# برجستگی تکمه‌ای تهیگاهی
در پشت حفره تهیگاهی (ایلیاک) یک برجستگی موجود است که دارای یک سطح ناهموار است و به دو بخش جلویی (قدامی) و پشتی (خلفی) تقسیم شده است. بخش پشتی معروف به برجستگی ایلیاک یا تهیگاهی است. این برجستگی برای اتصال رباط خاجی-خاصره‌ای پشتی و ریشه ماهیچه‌های راست‌کننده ستون مهره‌ها و ماهیچه چندپاره است و سطحی خشن دارد.